# Hiter poteg
Hiter poteg oziroma hiter seg po orožju je šport, ki so ga posnemali od kavbojev v Ameriki. World fast draw association (WFDA) je svetovna organizacija tega športa, ki deluje v šestih državah. Za razliko od kavbojskega streljanja se v tem športu uporabljajo drugačna vrsta streliva, in sicer ali so to naboji brez krogle ali pa so konice iz voska. Medtem ko so druga strelska tekmovanja proti temu, da se strelja na čas oziroma čim hitreje, je pri hitrem potegu prav to pomembno, da se strelja hitro in čim natančneje.

## Zgodovina
Šport izvira iz divjega zahoda, kjer so za življenje morali iz toka čim hitreje izvleči orožje in natančno streljati. Ostalo je malo znanih imen, ki so bili mojstri teh veščin,  Wild Bill Hickok, Doc Holliday, John Wesley Hardin, Luke Short, Tom Horn in Billy the Kid.

## Proces tekmovanja
Na tekmovanju v hitrem potegu, mora tekmovalec imeti orožje v toku in se orožja ne sme dotikat. To je bilo na divjem zahodu drugače, kjer so orožje držali že v toku. Signal za začetek streljanja so po navadi vidni in slišni. Lahko je tekmovanje iz stoječega položaja ali iz hoje. Lahko streljajo v eno tarčo ali v več različnih tarč. Kot najboljšega strelca v hitrem potegu so označili Bob-a Munden-a (1942-2012),